# Dorothy Janis
Dorothy Janis, artiestennaam van Dorothy Penelope Jones, (Dallas (Texas), 19 februari 1910 – Paradise Valley, 10 maart 2010) was een Amerikaans actrice.

## Levensloop
Het is niet zeker of ze in 1910 of 1912 werd geboren. Toen ze nog een middelbare scholier was, ging ze met een nicht, die als figurante werkte bij Fox Film Corporation, naar de filmstudio. Hier werd ze opgemerkt door een producent, die haar de rol van een Arabisch meisje gaf in Fleetwing (1928). Hierna kreeg ze een filmcontract bij Metro-Goldwyn-Mayer, dat stelde dat de actrice in 1910 was geboren en toentertijd 18 jaar oud was. Volgens haar familie was ze op dat moment echter nog 16 jaar oud. Na een rol in een B-western met Tim McCoy, werd ze naast Ramón Novarro gecast in The Pagan (1929), een deels stomme en deels geluidsfilm.
Janis en Novarro werden goede vrienden van elkaar. Ze brachten veel tijd met elkaar door op locatie in Tahiti en hij gaf haar uiteindelijk de bijnaam 'Little Thing'. Na het succes van de film kreeg ze de rol in haar eerste en enige geluidsfilm, Lummox (1930). Vervolgens gaf regisseur Harry Gerson haar de hoofdrol in de film The White Captive, een film die zes maanden lang werd opgenomen op Malakka. Tijdens haar verblijf op het eiland werd de geluidstechnicus Sidney Lund verliefd op haar. Hij was echter getrouwd met een danseres, die een scheiding aanvroeg en Janis zonder succes aanklaagde voor $25.000 wegens het verwoesten van hun huwelijk.
Toen de opnames van The White Captive erop zaten, waren de bazen van de studio van mening dat het materiaal niet bruikbaar was. De film werd dan ook nooit uitgebracht. Janis verliet Hollywood en verhuisde naar Chicago, waar ze in 1932 trouwde met bandleider Wayne King. Ze werd een huisvrouw en kreeg twee kinderen, Penelope en Wayne. Janis en King bleven getrouwd tot zijn overlijden in 1985. Tegenwoordig staat de actrice bekend als een van de laatstlevende actrices uit de periode van de stomme film.
In maart 2010 overleed Dorothy Janis op honderdjarige leeftijd en is begraven in Phoenix.